# كارول بارتون
كارول بارتون (بالإنجليزية: Carol Barton)‏ هي أمينة متحف وفنانة أمريكية، ولدت في 3 يونيو 1954 في سانت لويس في الولايات المتحدة.

## وصلات خارجية
- الموقع الرسمي